# آنری آرتو
آنری آرتو (فرانسوی: Henri Arthus‎; ۱۰ مارس ۱۸۷۰ – ۱۲ اوت ۱۹۶۲) قایقران قایق بادبانی اهل فرانسه بود.